# Stumpflit
Stumpflit (IMA-Symbol Stm) ist ein sehr selten vorkommendes Mineral aus der Mineralklasse der „Sulfide und Sulfosalze“ mit der idealisierten chemischen Zusammensetzung PtSb und damit chemisch gesehen ein Platinantimonid. Als enge Verwandte der Sulfide werden die Antimonide in dieselbe Klasse eingeordnet.
Stumpflit kristallisiert im hexagonalen Kristallsystem, konnte bisher aber nur in Form derber Körner von bis zu einigen Zehntel Millimetern Größe gefunden werden. Oft ist Stumpflit auch mit Geversit verwachsen. Das Mineral ist in jeder Form undurchsichtig (opak) und zeigt auf den Oberflächen der silberweißen, auf polierten Flächen auch cremefarbenen Körner einen metallischen Glanz.

## Etymologie und Geschichte
Bereits 1961 untersuchte der deutsch-österreichische Mineraloge Eugen Friedrich Stumpfl (1931–2004) mit einer Elektronenmikrosonde die chemische Zusammensetzung einiger Platin- und Palladiumminerale, die in den Schwermineralkonzentraten der Platinmine Driekop im Distrikt Sekhukhuneland etwa 25 km nordöstlich von Burgersfort im Bushveld-Komplex in Südafrika gefunden wurden. Dies führte unter anderem zur Entdeckung des Minerals Geversit (PtSb2) und mehreren anderen, in der Natur bisher unbekannten Verbindungen von Platin und Palladium, deren vollständige Untersuchung aufgrund der geringen Probengrößen jedoch noch nicht abgeschlossen werden konnte.
Während eines Aufenthalts in Heidelberg 1956 erhielt Paul Picot (* 1931) von Professor Paul Ramdohr einen Teil des Mineralkonzentrats aus der Driekop-Mine, das später von Stumpfl untersucht wurde. Erst etwa zehn Jahre später waren die Analysemethoden so weit fortgeschritten, dass die Konzentrate erneut untersucht werden und einige der von Stumpfl erhaltenen Daten vervollständigt werden konnten. Dem von Picot und Zdenĕk Johan (1935–2016) neu entdeckten Platinantimonid mit dem idealen Verhältnis von Pt : Sb = 1 : 1 gaben die beiden daher zu Ehren von Stumpfl den Namen Stumpflit.
Die Untersuchungsergebnisse und der gewählte Name wurden 1972 zur Prüfung bei der International Mineralogical Association eingereicht (interne Eingangs-Nr. der IMA: 1972-013), die den Stumpflit als eigenständige Mineralart anerkannte. Noch im gleichen Jahr publizierten Johan und Picot ihre Erstbeschreibung zum Stumplit im französischen Fachmagazin Bulletin de la Société Française de Minéralogie et de Cristallographie.
Typmaterial des Minerals wird im Bureau de recherches géologiques et minières in Orléans (Holotyp, polierter Abschnitt) und in der Mines ParisTech (auch École nationale supérieure des mines de Paris) in Paris (Stück des Holotyps) aufbewahrt.

## Klassifikation
In der veralteten 8. Auflage der Mineralsystematik nach Strunz ist Stumpflit noch nicht verzeichnet.
Im zuletzt 2018 überarbeiteten und aktualisierten Lapis-Mineralienverzeichnis nach Stefan Weiß, das sich aus Rücksicht auf private Sammler und institutionelle Sammlungen noch nach dieser alten Form der Systematik von Karl Hugo Strunz richtet, erhielt das Mineral die System- und Mineral-Nr. II/C.20-095. In der „Lapis-Systematik“ entspricht dies der Klasse der „Sulfide und Sulfosalze“ und dort der Abteilung „Sulfide mit dem Stoffmengenverhältnis Metall : S,Se,Te ≈ 1 : 1“, wo Stumpflit zusammen mit Breithauptit, Cherepanovit, Freboldit, Kotulskit, Langisit, Nickelin, Polarit, Ruthenarsenit, Sederholmit, Sobolevskit, Sorosit, Sudburyit, Vavřínit und Wassonit sowie dem bisher nicht anerkannten Hexatestibiopanickelit die „Nickelingruppe“ mit der System-Nr. II/C.20 bildet.
Die von der IMA zuletzt 2009 aktualisierte 9. Auflage der Strunz’schen Mineralsystematik ordnet den Stumpflit ebenfalls in die Abteilung der „Metallsulfide, M : S = 1 : 1 (und ähnliche)“ ein. Diese ist allerdings weiter unterteilt nach den in der Verbindung vorherrschenden Metallen, so dass das Mineral entsprechend seiner Zusammensetzung in der Unterabteilung „mit Nickel (Ni), Eisen (Fe), Cobalt (Co) usw.“ zu finden ist, wo es zusammen mit Achávalit, Breithauptit, Freboldit, Kotulskit, Langisit, Nickelin, Sederholmit, Sobolevskit, Sudburyit, Vavřínit und Zlatogorit sowie  Hexatestibiopanickelit und dem als fragliches Mineral geltenden Jaipurit die „Nickelingruppe“ mit der System-Nr. 2.CC.05 bildet.
Auch die vorwiegend im englischen Sprachraum gebräuchliche Systematik der Minerale nach Dana ordnet den Stumpflit in die Klasse der „Sulfide und Sulfosalze“ und dort in die Abteilung der „Sulfidminerale“ ein. Hier ist er ebenfalls in der „Nickelingruppe (Hexagonal: P63/mmc)“ mit der System-Nr. 02.08.11 innerhalb der Unterabteilung der „Sulfide – einschließlich Seleniden und Telluriden – mit der Zusammensetzung AmBnXp, mit (m+n) : p = 1 : 1“ zu finden.

## Chemismus
In der idealen und von der IMA anerkannten Zusammensetzung besteht Stumpflit (PtSb) aus Platin (Pt) und Antimon (Sb) im Stoffmengenverhältnis von 1 : 1. Dies entspricht einem Massenanteil (Gewichts-%) von 61,57 Gew.% Pt und 38,43 Gew.% Sb.
Die Neuanalyse des Typmaterials aus der Driekop-Mine ergab dagegen geringere Gehalte von 57,0 Gew.% Pt und 26,1 Gew.% Sb, dafür aber zusätzlich 16,3 Gew.% Bismut (Bi), das einen Teil des Antimons vertritt. Auf der Grundlage von einem Platinatom pro Formeleinheit errechnet sich damit die empirische Formel zu Pt1,00(Sb0,73Bi0,27)Σ=1,00, die in verschiedenen Quellen zu Pt(Sb,Bi) vereinfacht wurde.

## Kristallstruktur
Stumpflit kristallisiert isotyp mit Nickelin (NiAs) im hexagonalen Kristallsystem in der Raumgruppe P63/mmc (Raumgruppen-Nr. 194) mit den Gitterparametern a = 4,17 Å und c = 5,50 Å sowie zwei Formeleinheiten pro Elementarzelle.
Siehe auch: Nickelarsenid#Nickelarsenid-Struktur

## Bildung und Fundorte
An seiner Typlokalität, der Driekop Mine in Südafrika fand sich Stumpflit in den Platinkonzentraten von ultramafischen Lagerstätten vulkanischer Schlote. Neben Geversit, mit dem Stumpflit meist verwachsen vorkommt, können als Begleitminerale noch verschiedene natürliche Platin-Eisen-Legierungen auftreten.
Stumpflit gehört zu den sehr seltenen Mineralbildungen und ist daher bisher nur in wenigen Proben aus weniger als 10 Fundorten weltweit dokumentiert worden (Stand 2022). Außer in der Driekop Mine im Distrikt Sekhukhune fand sich das Mineral in Südafrika nur noch in Zwartfontein bei Mokopane im benachbarten Distrikt Waterberg.
Weitere bisher bekannte Fundorte sind unter anderem der Distrikt Yubdo (auch Joubdo, Youbdo oder Joubda) nahe Gimbi mit seinen Platinmetall-Lagerstätten in der Oromia-Zone Äthiopiens, die Kelvin Grove-Prospektion bei Fifield im australischen Kennedy County (New South Wales), der magmatische Schichtkomplex von Niquelândia mit Gabbros, Peridotiten und Pyroxeniten in der brasilianischen Mesoregion Nord-Goiás, der Grasshopper Mountain am Tulameen River in der kanadischen Provinz British Columbia sowie die Kupfer-Nickel-Lagerstätte Talnach (englisch Talnakh) bei Norilsk im Norden der Region Krasnojarsk in Sibirien und eine Seifenlagerstätte am Berg Filipp (russisch гора Филиппа) auf der Halbinsel Kamtschatka im Fernen Osten Russlands.